# Gorgāndūz
Gorgāndūz (persiska: گَگاندوز, گرگاندوز) är en ort i Iran.   Den ligger i provinsen Golestan, i den norra delen av landet, 400 km nordost om huvudstaden Teheran. Gorgāndūz ligger 411 meter över havet och antalet invånare är 225.
Terrängen runt Gorgāndūz är huvudsakligen kuperad, men österut är den bergig. Runt Gorgāndūz är det ganska glesbefolkat, med 48 invånare per kvadratkilometer. Närmaste större samhälle är Arjanlī, 5,3 km sydväst om Gorgāndūz. Trakten runt Gorgāndūz består till största delen av jordbruksmark.